# Regeringen Ramstedt
Regeringen Ramstedt efterträdde Boströms andra ministär under statsminister Johan Ramstedt 14 april 1905, och regeringen upplöstes 2 augusti samma år, då regeringen Lundeberg tillträdde.
Efter Boströms avgång i samband med unionskrisen 1905 utsågs Ramstedt till statsminister. I samråd med kronprins Gustaf (V) gjorde han upp en plan som gick ut på att erbjuda norrmännen utträde ur unionen förutsatt att stortinget inte upplöste unionen. Planen kom aldrig till utförande i och med att stortinget upplöste unionen den 7 juni.
Regeringen utlyste en urtima riksdag där man skulle delge svenska riksdagen ett förslag som innebar att riksdagen skulle ge svenska regeringen förhandlingsmöjlighet med norrmännen i syfte att upplösa unionen.
Det hemliga utskottet, lett av förstakammar-protektionisternas ledare Christian Lundeberg, avslog regeringens förslag och Ramstedt blev tvungen att lämna in sin avskedsansökan tillsammans med resten av regeringen, någonting som inte hade hänt sedan 1809.

## Statsråd
| Statsminister         |  | Johan Ramstedt      | 14 april 1905 | 2 augusti 1905 | Partilös                  |
| Justitieminister      |  | Ossian Berger       | 14 april 1905 | 2 augusti 1905 | Lantmannapartiet          |
| Utrikesminister       |  | August Gyldenstolpe | 14 april 1905 | 2 augusti 1905 | Partilös                  |
| Krigsminister         |  | Otto Virgin         | 14 april 1905 | 2 augusti 1905 | Partilös                  |
| Sjöförsvarsminister   |  | Louis Palander      | 14 april 1905 | 2 augusti 1905 | Partilös                  |
| Civilminister         |  | Hjalmar Westring    | 14 april 1905 | 2 augusti 1905 | Partilös                  |
| Finansminister        |  | Ernst Meyer         | 14 april 1905 | 2 augusti 1905 | Partilös                  |
| Ecklesiastikminister  |  | Carl von Friesen    | 14 april 1905 | 10 juni 1905   | Partilös                  |
| Ecklesiastikminister  |  | Karl Husberg        | 19 juni 1905  | 2 augusti 1905 | Partilös                  |
| Jordbruksminister     |  | Theodor Odelberg    | 14 april 1905 | 2 augusti 1905 | Protektionistiska partiet |
| Konsultativa statsråd |  |                     |               |                |                           |
| Konsultativt statsråd |  | Karl Husberg        | 14 april 1905 | 19 juni 1905   | Partilös                  |
| Konsultativt statsråd |  | Edvard Petrén       | 12 maj 1905   | 2 augusti 1905 | Partilös                  |